# 矢ケ崎清
矢ケ崎 清（やがさき きよし）は、関東信越税理士会所属の税理士。矢ケ崎清税理士事務所所長。

## 出演番組
- 1億2000万人の金庫番 （TBSラジオ「ストリーム」内、月曜日）